# Mercedes-Benz Conecto
Mercedes-Benz O345 — большой городской автобус серии Conecto. Автобусы этой модели, используемые в России и Латвии, производились на заводе Otomarsan в Аксарае (Турция). Автобус Mercedes-Benz O345 — городской, большого класса, кузов — цельнометаллический, полунесущий, двери — три для пассажиров.

## Технические характеристики
| Номинальная вместимость, макс.   | 121 чел.                        |
| Количество сидячих мест          | 22 чел. + 1 водитель            |
| Количество дверей для пассажиров | 3 шт. (двустворчатые)           |
| Мест для сидения                 | 22                              |
| Пассажировместимость             | 101                             |
| Шасси                            | O345                            |
| Конфигурация шасси               | С задним расположенем двигателя |
| Двигатель                        | Mercedes-Benz OM 447 hLA        |
| Мощность двигателя, л. с.        | 250                             |
| Рабочий объем двигателя, куб. см | 11967                           |
| Расход топлива, л. на 100 км     | 22-25                           |
| Максимальная скорость, км/ч      | 155                             |
| Длина, мм                        | 11858                           |
| Ширина, мм                       | 2500                            |
| Высота                           | 3180                            |
| Колесная база, мм                | 5875                            |
| Фронтальный свес, мм             | 2583                            |
| Задний свес, мм                  | 3400                            |
| Радиус поворота, мм              | 11860                           |

Двигатель Mercedes-Benz OM449hLA, отвечает требованиям Евро-2 по эмиссии, дизельный, 4-тактный, 5-цилиндровый, горизонтальный, рядный. Мощность 250 л. с. Объем 11,6 л. Объем топливного бака 240 л.
Коробка передач четырёхступенчатая автоматическая ZF 4HP500 Ecomat или Voith.
Шины 11R 22,5х75.
Передняя подвеска: пневматическая, спереди два пневмобаллона, четыре амортизатора, зависимая. Задняя подвеска: четыре пневмобалона, четыре амортизатора, независимая.
Тормозная система: двухконтурная пневматическая тормозная система, барабанные тормоза на переднем и заднем мосту, электро-пневматическая стояночная тормозная система.
Рулевое управление: левостороннее, гидроусилитель фирмы ZF, регулировка рулевой колонки по высоте и продольному наклону.
Отопление: отопление салона, подогрев бокового стекла, турбовентиляторы подачи свежего воздуха на крыше.
Оборудование: эргономичные сидения, кресло водителя на пневматической подвеске (оборудовано трехточечным ремнем безопасности), накопительные площадки, противоскользящее покрытие пола, зеркала заднего вида с подогревом, маршрутные указатели, боковые люки с газовыми амортизаторами, автономный отопитель WEBASTO, бортовой инструмент, аптечка, знак аварийной остановки.
Другие модификации: (1997 года выпуска) 28 сидячих мест + 114 стоячих мест, интеркулер, механическая коробка передач, турбированный двигатель мощностью 218 лошадиных сил.

## Особенности
По данным исследования «Качество российских автобусов и требования российского рынка городских пассажирских перевозок» (2004 год) коэффициент потребительской привлекательности данной модели находится на среднем уровне (1,0). Турецкие Мерседесы поставки 1996—1997 годов оказались ненадёжными, но отличная работа турецких сервисных бригад обеспечила им не только приемлемую эффективность, но и наиболее высокий средний годовой пробег (по 88—91 тыс. км в Омске в первые годы эксплуатации).
По данным того же исследования приведённый ресурс модели 537 тыс. км, затраты 6898 тыс. рублей, затраты на приобретение запасных частей 4299 тыс. рублей.
Мерседесы О345  и их сочленённые модификации O345G  используются всего в нескольких российских городах — в Саранске, Самаре, Омске, Костроме (уже не используются с 2018 года), Великом Новгороде, Красноярске, Ростове-на-Дону,  Пскове, Вологде, Череповце, Курске, Смоленске, Твери, Трехгорном. В ПАТП-7 г. Омска на 1 января 1999 года числилось 47 машин. В середине 1990-х годов Омск в числе нескольких городов России получил кредит от ЕБРР по программе обновления парка городского транспорта. По ней, кроме других автобусов, весной 1997 года была получена партия автобусов Mercedes-Benz O345. Омск получил крупнейшую партию этих автобусов: двести из семисот пятидесяти машин, изготовленных для России. Планировалось наладить сборку O345 из машинокомплектов в Красноярске. Но по факту было собрано только два экземпляра.

## Галерея

Mercedes-Benz O345
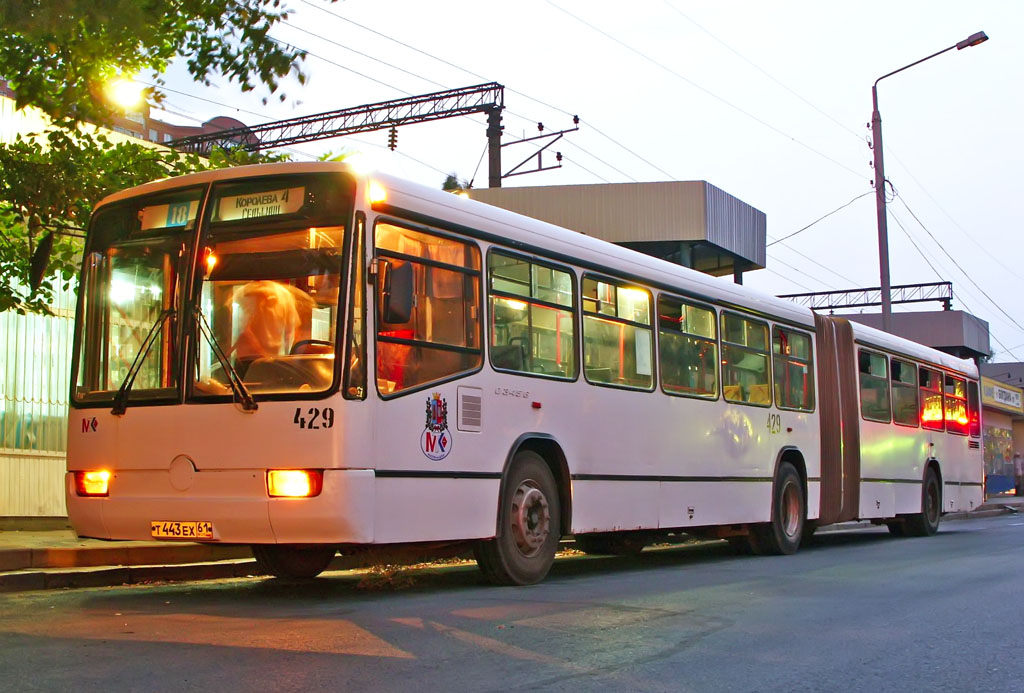
Mercedes-Benz Türk O345G в Ростове-на-Дону, 2010 год
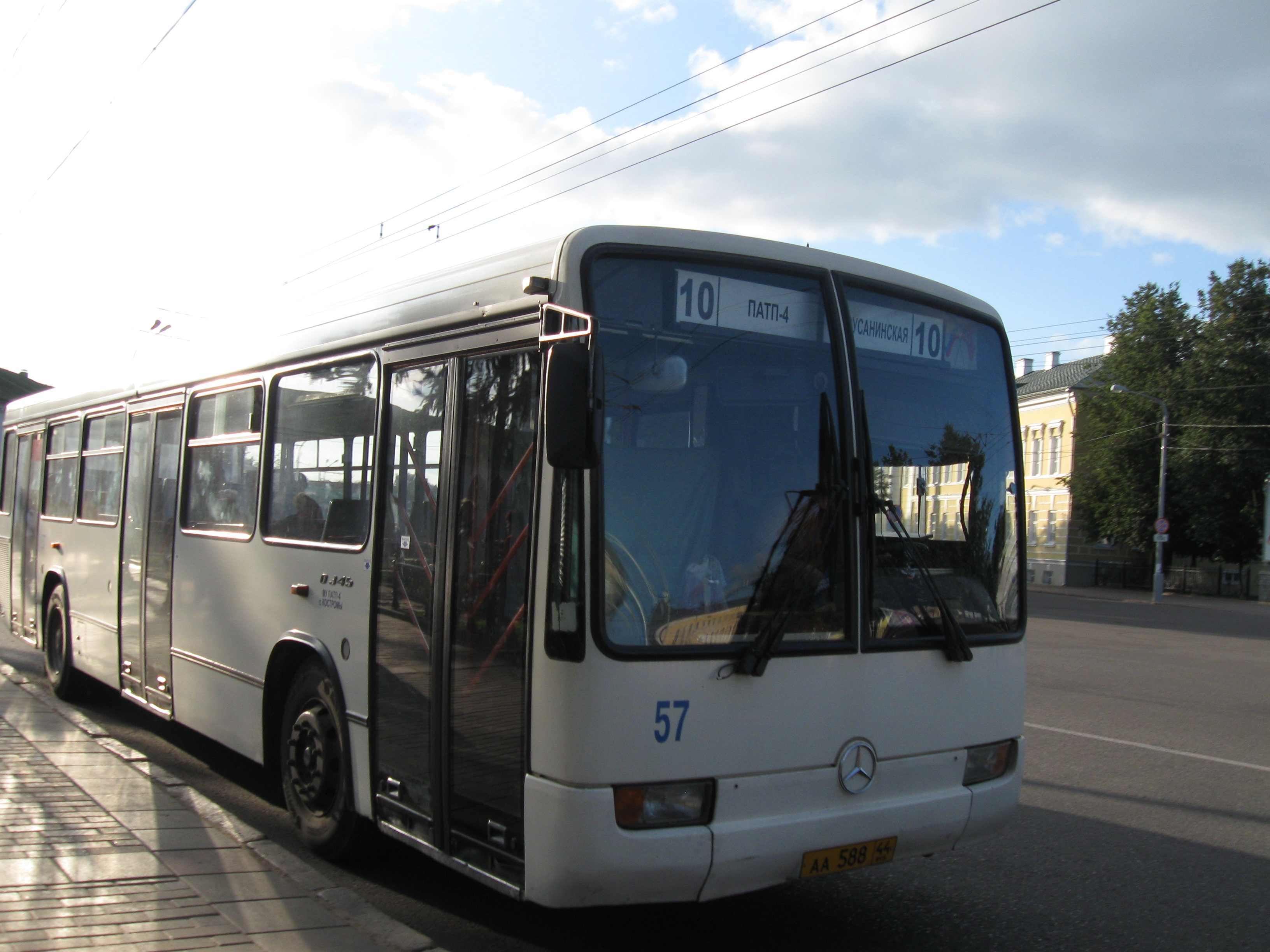
Mercedes-Benz О345 в Костроме
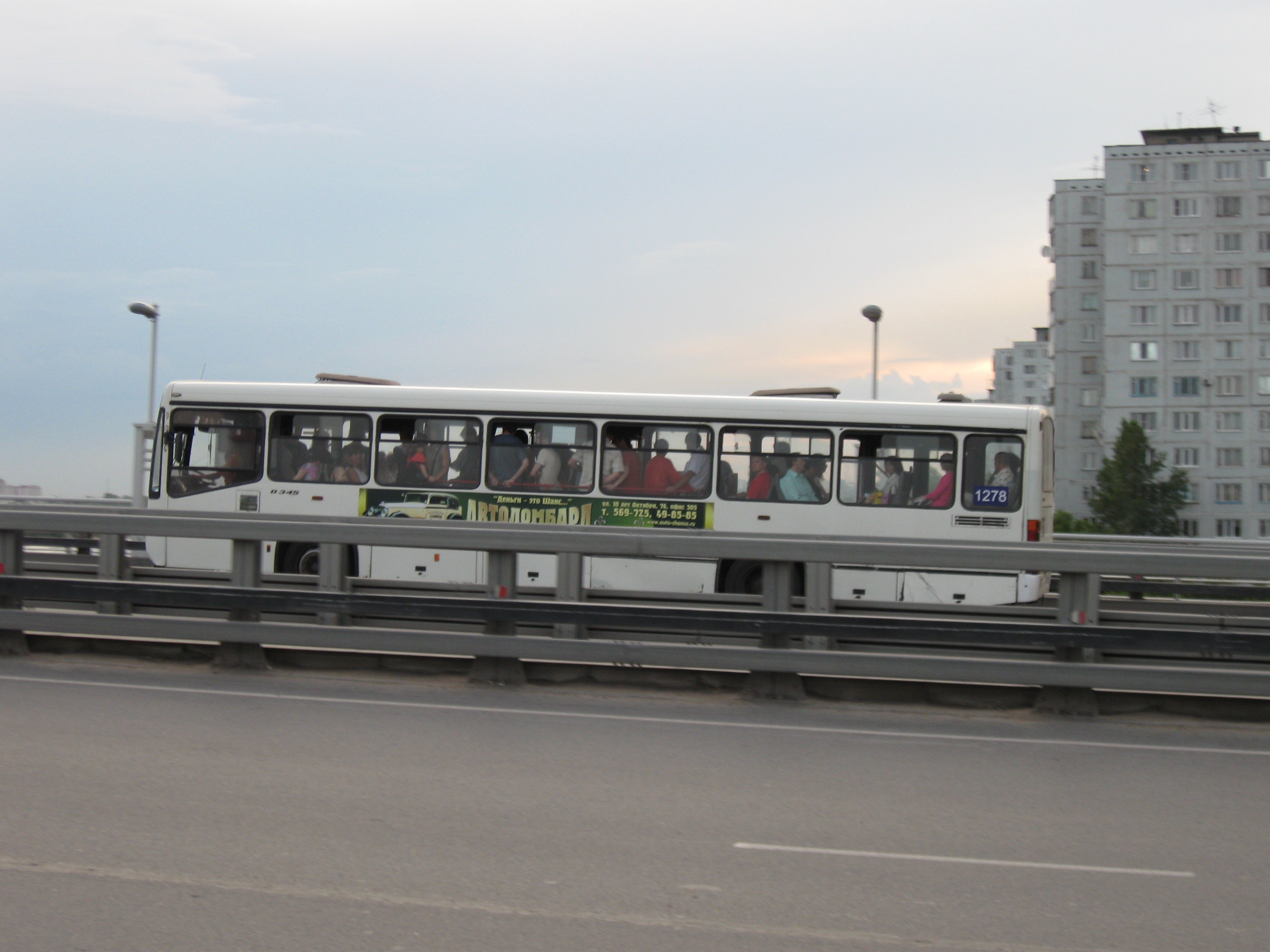
Mercedes-Benz О345 на мосту имени 60-летия Победы в Омске
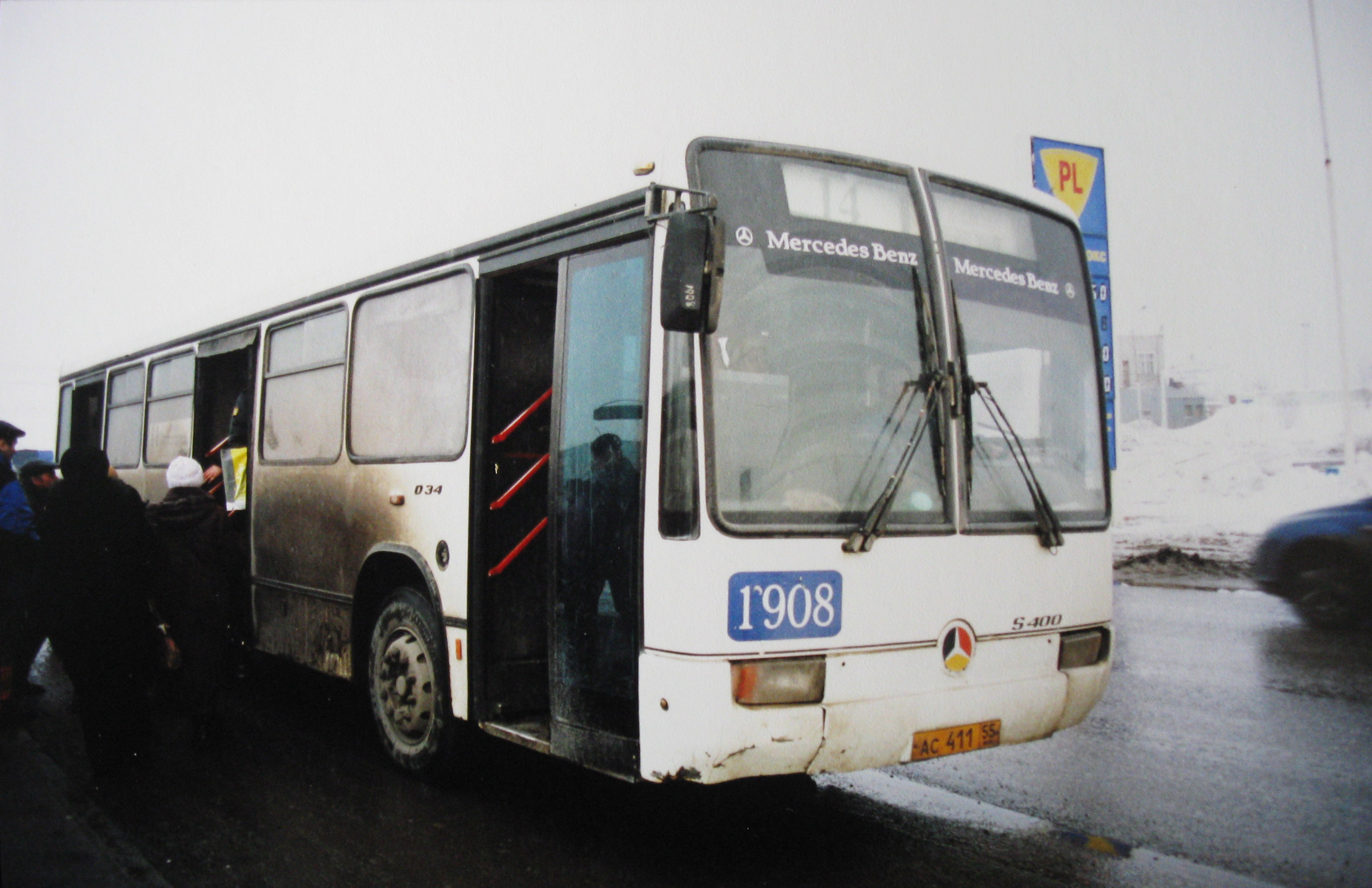
Mercedes-Benz О345 в марте 2007 года в Омске
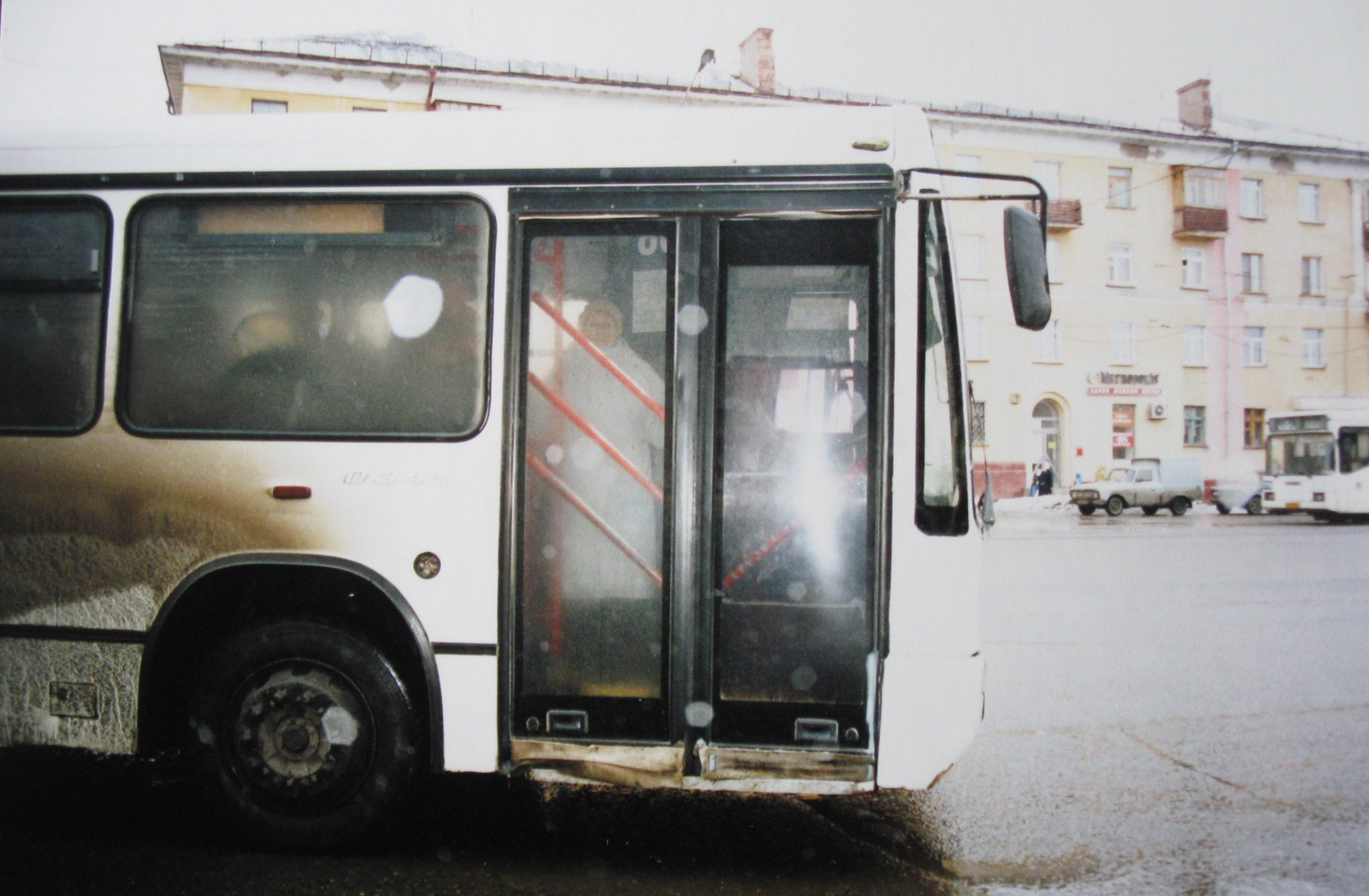
Mercedes-Benz О345 в марте 2007 года в Омске
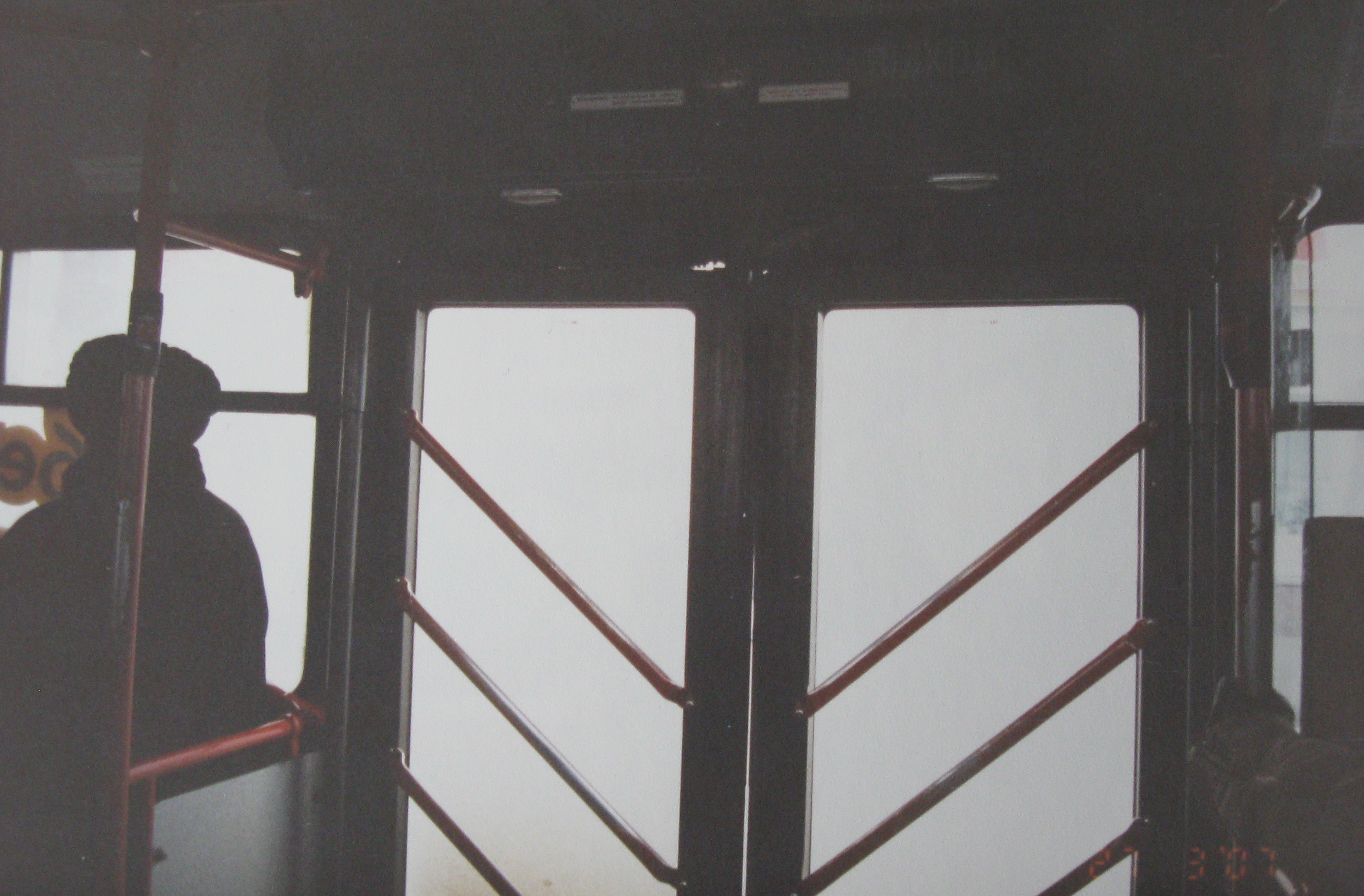
Средние двери, вид из салона
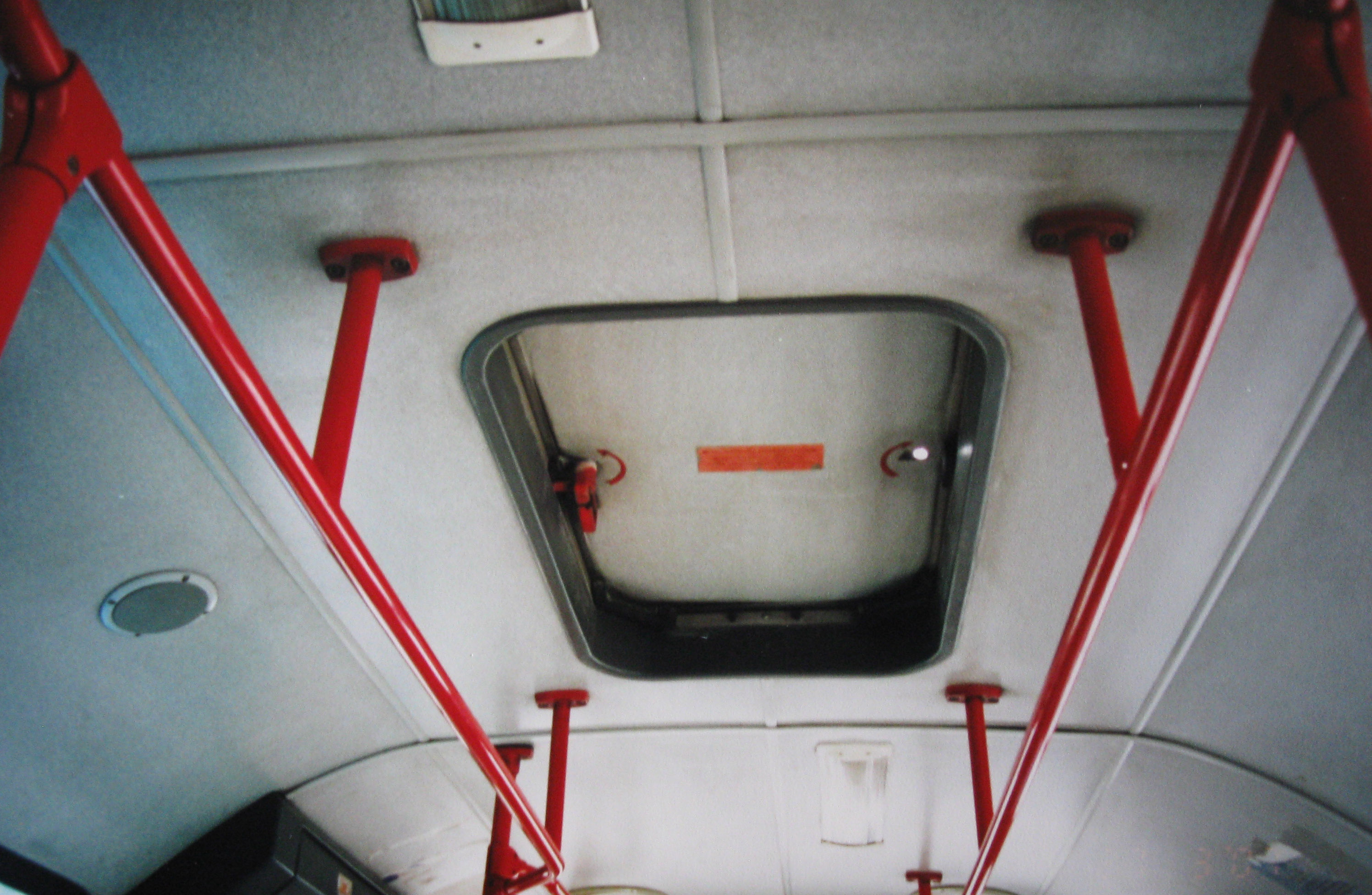
Задний люк
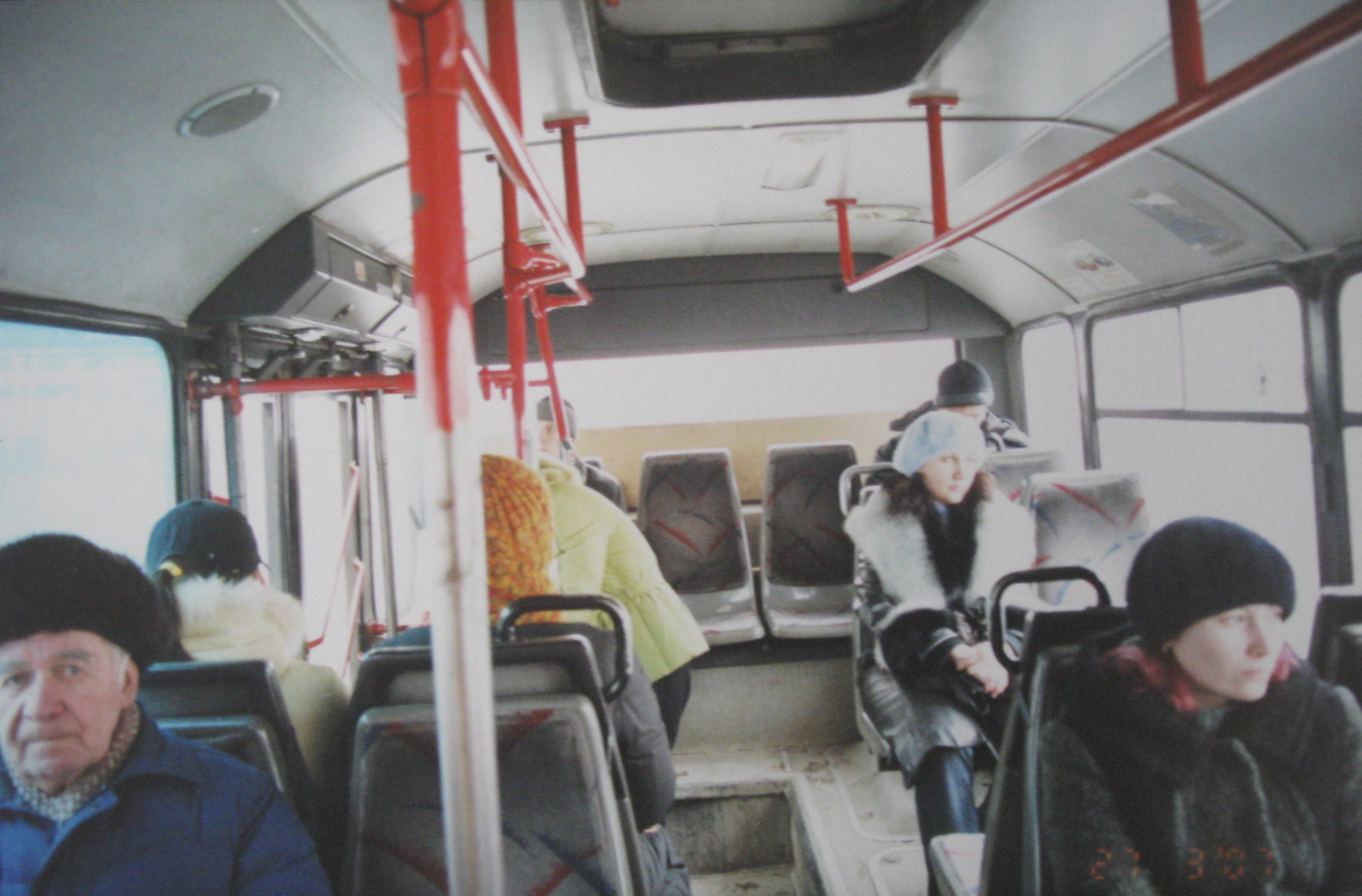
Вид на заднюю площадку
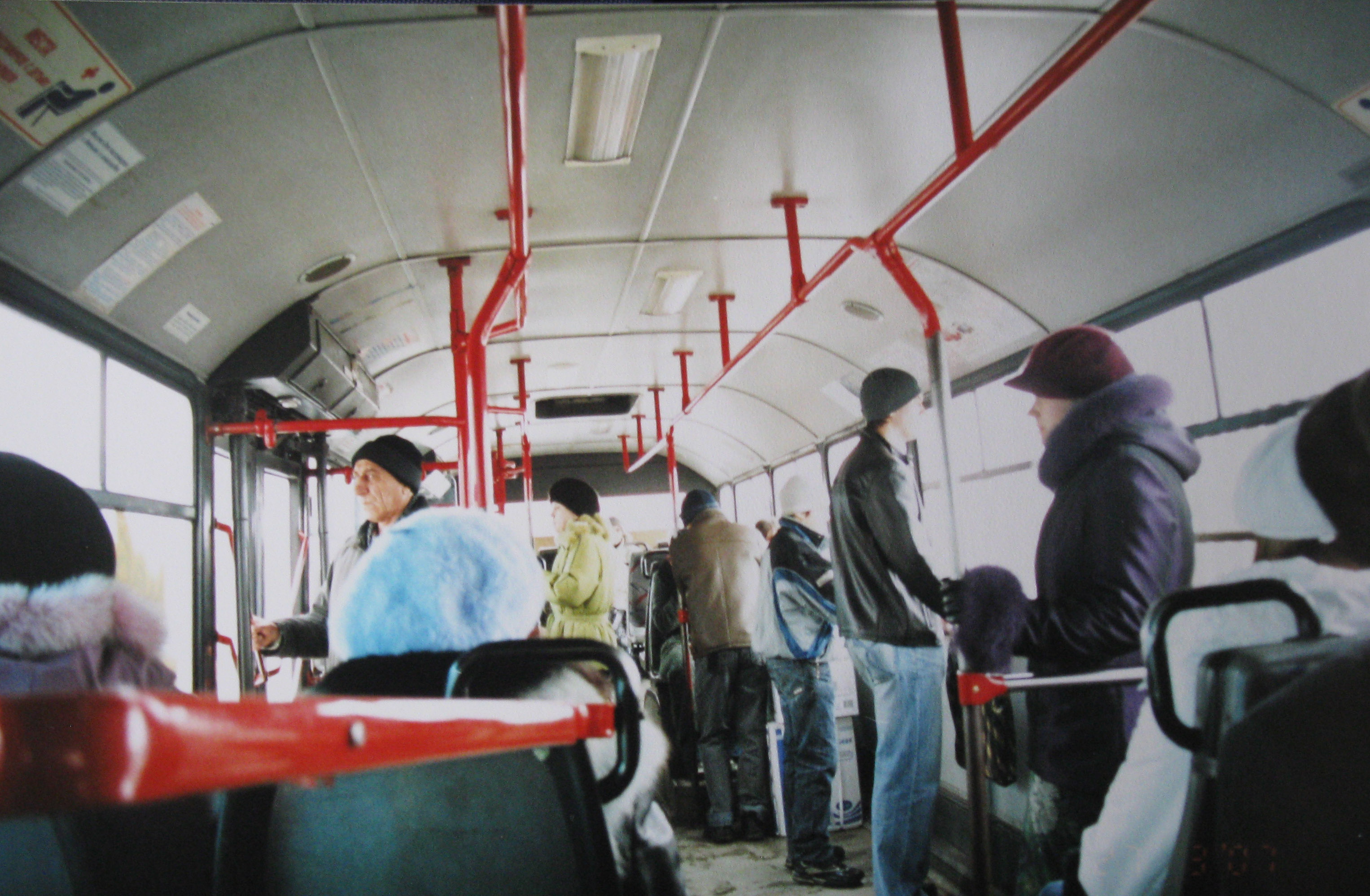
Салон, вид от кабины водителя

## В компьютерных играх
Данные модели автобусов используются и в компьютерных играх, например таких как OMSI Der Omnibussimulator и в GTA.

## Conecto

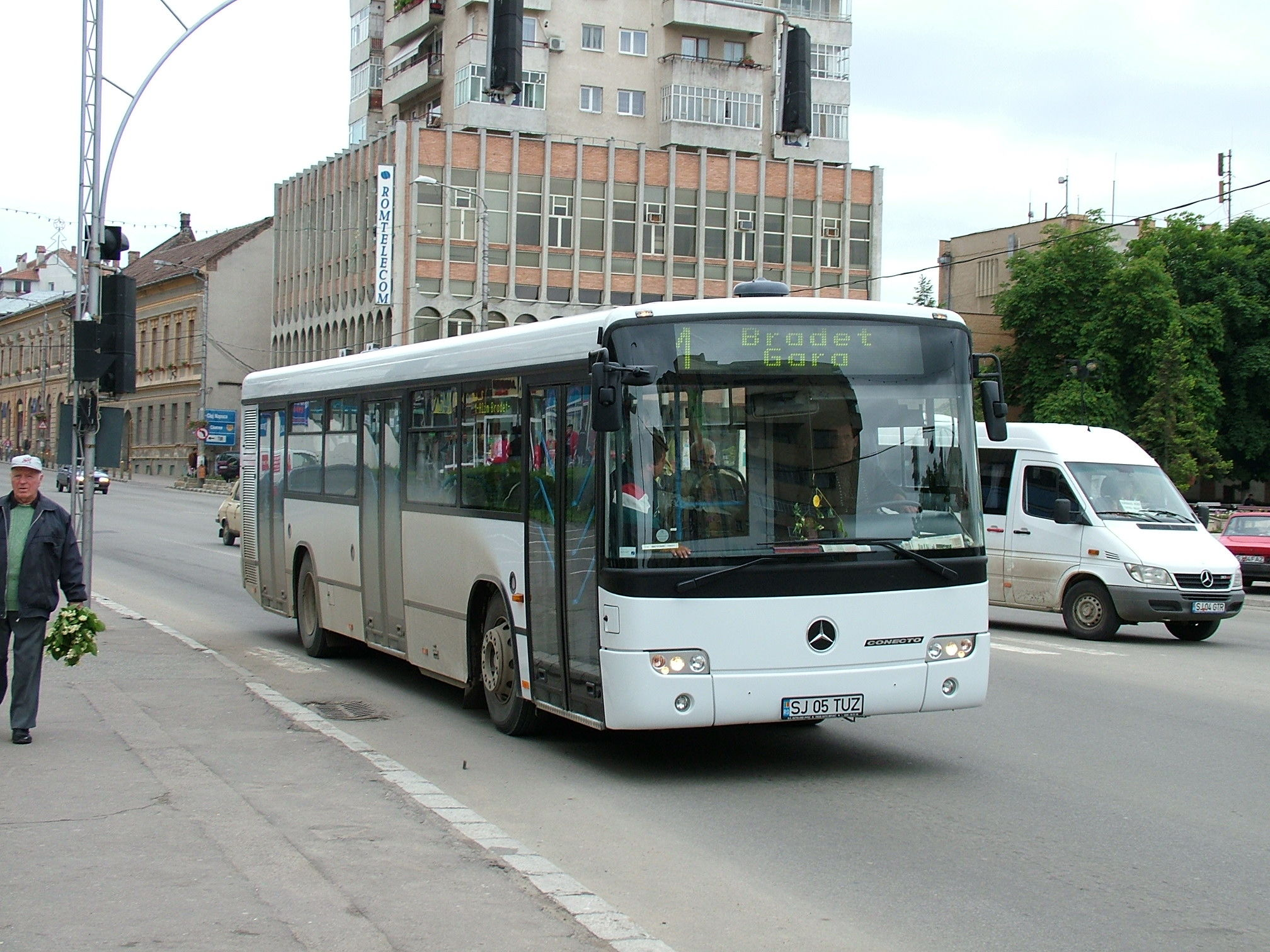
Mercedes-Benz O345 Conecto C в Залэу, Румыния

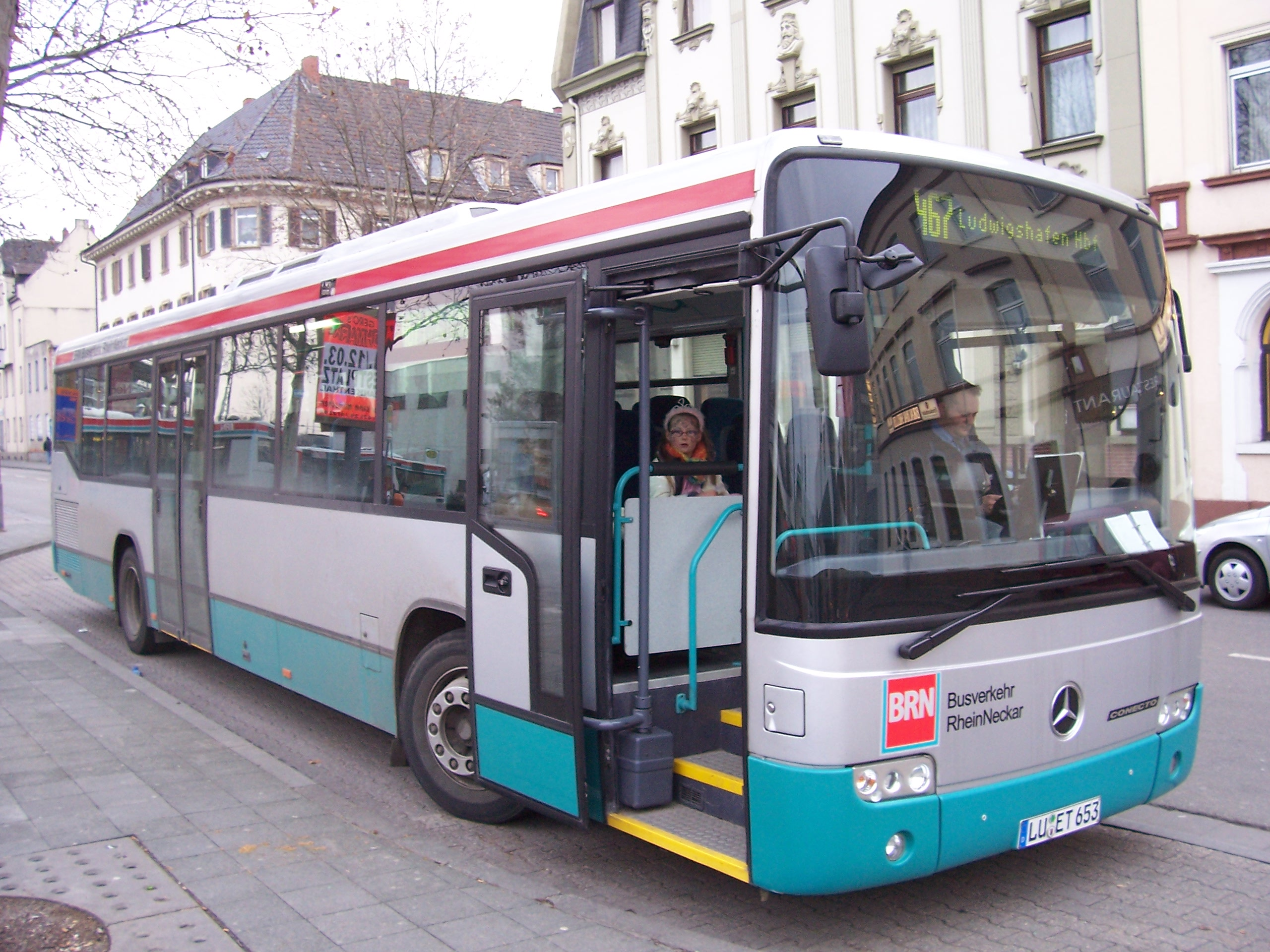
Mercedes-Benz O345 Conecto H в Франкентале

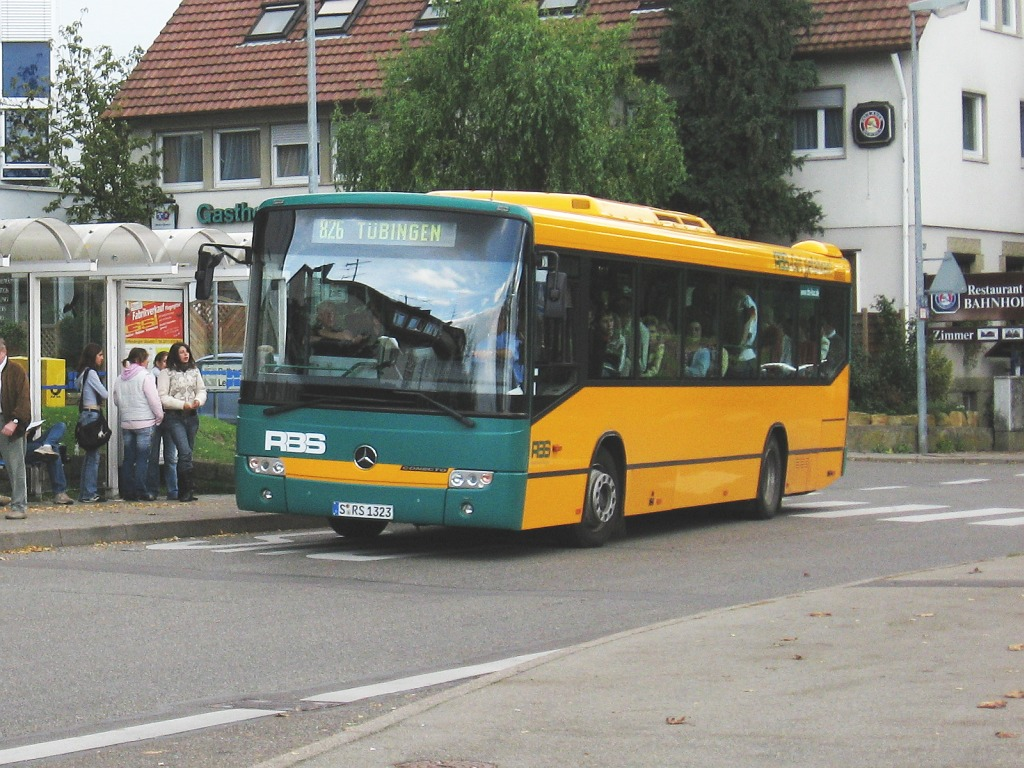
Mercedes-Benz O345 Conecto H, Лайнфельден-Эхтердинген

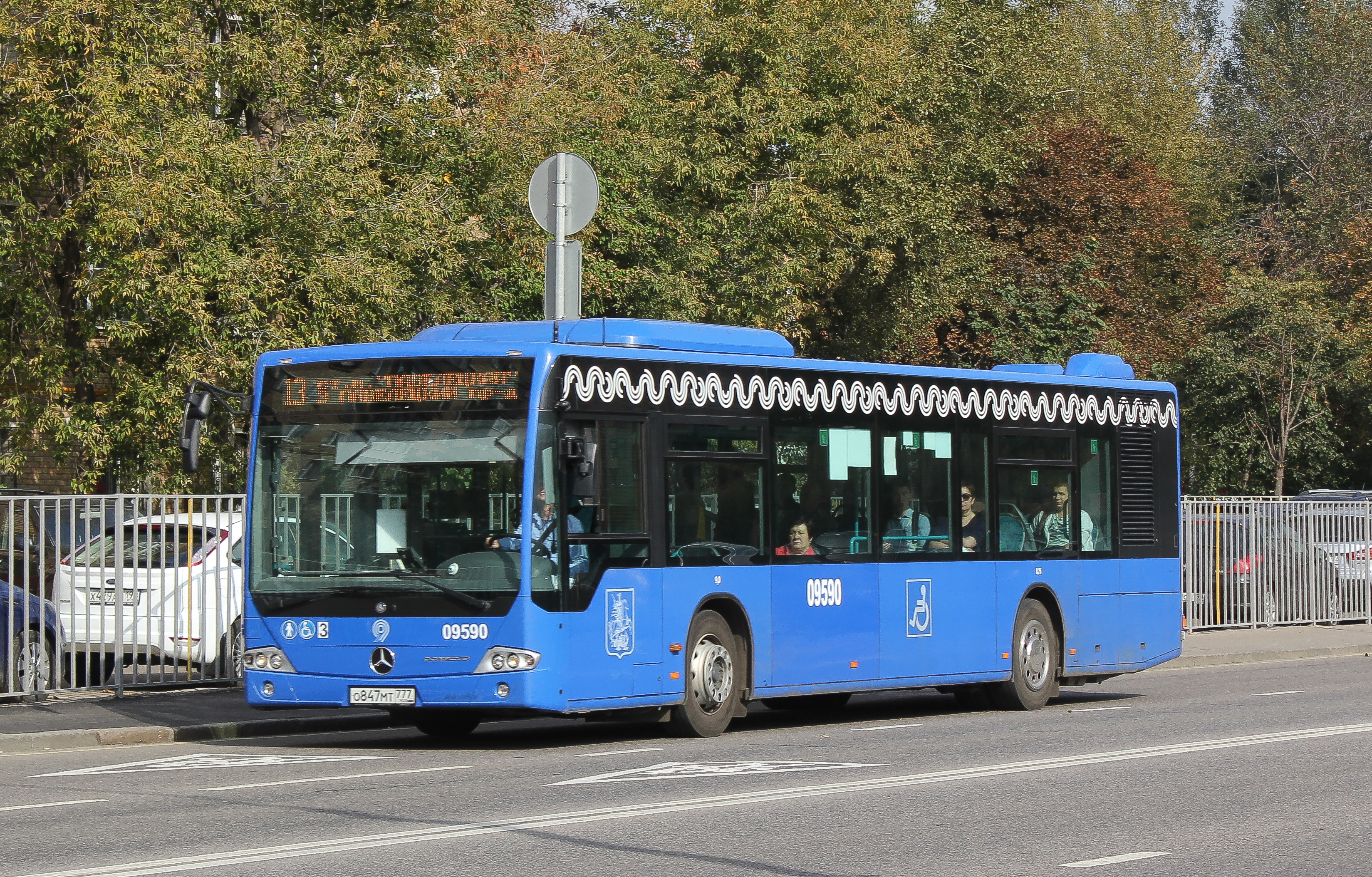
Mercedes-Benz Conecto II в Москве

Conecto — серия городских, пригородных и школьных автобусов фирмы Mercedes-Benz O345 второго поколения, включает городскую соло-модель C  и сочленённую модель G , а также пригородные (U и H) и школьные (E и ME).
Помимо основного завода в Мангейме, автобусы серии Conecto производятся также и в Турции, на заводах Mercedes-Benz Türk в Стамбуле и Хошдере.

## Технические характеристики
| Назначение                         | Городской                |
| Габаритные размеры, мм             | 11825×2500×2865          |
| Колёсная база, мм                  | 5875                     |
| Число мест для сидения             | 22+1                     |
| Число дверей для пассажиров        | 3                        |
| Полная масса, кг                   | 18500                    |
| Двигатель                          | Mercedes-Benz OM 447 hLA |
| Рабочий объём двигателя, л         | 11,96                    |
| Мощность двигателя, л.с. / об. мин | 250 / 2200               |
| Крутящий момент, Н·м / об. мин     | 1100 / 1000              |
| Коробка передач                    | А или М                  |
| Вместимость топливного бака, л.    | 450                      |